# Heterocybaeus zenifukiensis
Heterocybaeus zenifukiensis är en spindelart som beskrevs av Komatsu 1968. Heterocybaeus zenifukiensis ingår i släktet Heterocybaeus och familjen vattenspindlar. Inga underarter finns listade i Catalogue of Life.